# NGC 351
NGC 351 је спирална галаксија у сазвежђу Кит која се налази на NGC листи објеката дубоког неба.
Деклинација објекта је - 1° 56' 11" а ректасцензија 1h 1m 57,8s. Привидна величина (магнитуда) објекта NGC 351 износи 13,2 а фотографска магнитуда 14,1. NGC 351 је још познат и под ознакама UGC 639, MCG 0-3-57, CGCG 384-57, PGC 3693.